# Metaparia
Metaparia är ett släkte av skalbaggar. Metaparia ingår i familjen bladbaggar.
Kladogram enligt Catalogue of Life:
| Metaparia | \| \| Metaparia clytroides \| \| \| \| \| \| Metaparia opacicollis \| \| \| \| \| \| Metaparia viridimicans \| \| \| \| |
|           | \| \| Metaparia clytroides \| \| \| \| \| \| Metaparia opacicollis \| \| \| \| \| \| Metaparia viridimicans \| \| \| \| |
|           | Metaparia clytroides |
|           | |
|           | Metaparia opacicollis                                                                                                   |
|           | |
|           | Metaparia viridimicans                                                                                                  |
|           | |